# Leptotrichella congolensis
Leptotrichella congolensis là một loài Rêu trong họ Dicranaceae. Loài này được (Renauld & Cardot) Ochyra mô tả khoa học đầu tiên năm 1997.